# Специальный стандарт распространения данных
Специальный стандарт распространения данных, ССРД — стандарт, принятый МВФ для общественно доступной публикации макроэкономической статистики, экономических и финансовых данных. Стандарты, которые должны исполнять члены, выбравшие для себя ССРД, касаются следования GxP в вопросах: охват публикуемых данных, их периодичность, своевременность, свободный доступ к ним, их целостность и качество. Обязанности адаптантов ССРД:
- Пунктуально, с заданной периодичностью, своевременно публиковать данные, покрываемые юрисдикцией ССРД на особой веб-странице на правительственном сайте. При этом на сайте МВФ ведётся в разделе DSBB каталог с гиперссылками на подобные страницы.
- Предоставлять МВФ предварительный релизный календарь с датами публикации категорий данных, должных к публикации на DBBS, за текущий месяц и минимум за 3 последующие месяца.
- Детально информировать о практиках сбора статистики или метаданных для распространения на DSBB. Метаданные должны соответствовать формату DQAF, разработанному МВФ для проверки качества экономической и финансовой статистики, публикуемой членами.
- Ежегодно перепроверять метаданные.
- Использовать стандартизированные процедуры электронной отчётности для более эффективного мониторинга того, как члены соблюдают практики ССРД.

## ССРД+
ССРД+ — более жёсткий вариант ССРД, который может принять любой член МВФ, уже придерживающийся ССРД, хотя рассчитанный в первую очередь на члены с огромной ролью финансового сектора. Вдобавок к требованиям ССРД, ССРД+ призван сильнее повысить прозрачность публикуемых данных и усиливать международную финансовую систему. По сравнению с ССРД, ССРД+ добавляет ещё 9 категорий данных: отраслевые балансовые ведомости, операции сектора госуправления, общий госдолг, обзор финансовых корпораций, индикаторы финансовой устойчивости, долговые ценные бумаги, участие в Coordinated Portfolio Investment Survey, в Coordinated Direct
Investment Survey, и в Currency Composition of Official Foreign Exchange Reserves exercises.

## Партисипанты
ССРД:
- Аргентина
- Армения
- Австралия
- Беларусь
- Бельгия
- Бразилия
- Чили
- Китай
- Колумбия
- Коста-Рика
- Хорватия
- Кипр
- Эквадор
- Египет
- Сальвадор
- Эстония
- Грузия
- Греция
- Гонконг
- Венгрия
- Исландия
- Индия
- Индонезия
- Ирландия
- Израиль
- Иордания
- Казахстан
- Республика Корея
- Кыргызстан
- Люксембург
- Северная Македония
- Малайзия
- Мальта
- Маврикий
- Мексика
- Молдова
- Марокко
- Норвегия
- Перу
- Филиппины
- Польша
- Румыния
- Россия
- Сенегал
- Сейшельские Острова
- Сингапур
- Словакия
- Словения
- ЮАР
- Шри-Ланка
- Швейцария
- Таиланд
- Тунис
- Турция
- Украина
- Великобритания
- Венгрия
- Палестина

Также ССРД используют Евростат и Еврозона.
ССРД+:
- Австрия
- Болгария
- Канада
- Чехия
- Дания
- Финляндия
- Франция
- Германия
- Италия
- Япония
- Латвия
- Литва
- Нидерланды
- Португалия
- Испания
- Швеция
- США